# 纳杰夫中央石油体育俱乐部
納夫艾華薩特體育俱樂部（阿拉伯语：‎）,也稱納夫中央石油,是一间位于伊拉克纳杰夫的足球俱乐部。於2008年成立，現於伊拉克足球超級聯賽角逐。隊名中الوسط在阿拉伯語中意為「中央」，نفط意為「石油」。
俱乐部于2013–14赛季的伊拉克足球甲级聯賽升级至伊拉克足球超級聯賽，升级后的第一个赛季即获得2014–15年伊拉克足球超级联赛冠军。

## 外部連結
- Club page on Goalzz （页面存档备份，存于）